# Luigi Arduino
Luigi Arduino (* 1759 in Padua; † 3. Februar 1833 ebenda) war ein italienischer Landwirt und Hochschullehrer.

## Leben
Luigi Arduino war der Sohn des Botanikers und Landwirtes Pietro Arduino († 1805) und ein Neffe des Geologen Giovanni Arduino. Sowohl Vater wie auch Onkel waren bedeutende Naturwissenschaftler. Der Vater war außerdem Lehrer an der Universität Padua, die auch Luigi besuchte.
Später folgte Arduino seinem Vater als Professor der Landwirtschaft an die Universität und erhielt das Direktorat des landwirtschaftlichen Gartens.

## Wirken
Arduino übersetzte in die italienische Sprache und verfasste viele Abhandlungen.
Napoleon Bonaparte setzte im Jahr 1810 einen Preis darauf aus, ob und wie man Zucker auf andere Arten als durch Zuckerrohr gewinnen könne. In seinem zweibändigen Werk De l'extraction du sucre de la plante nommé holcus-cafer stellte Arduino ein Verfahren dar, mit dem Zucker unter anderem aus Mais gewonnen wird und günstiger herzustellen ist als aus Zuckerrohren, qualitativ aber gleich ist.